# Green Tangerine

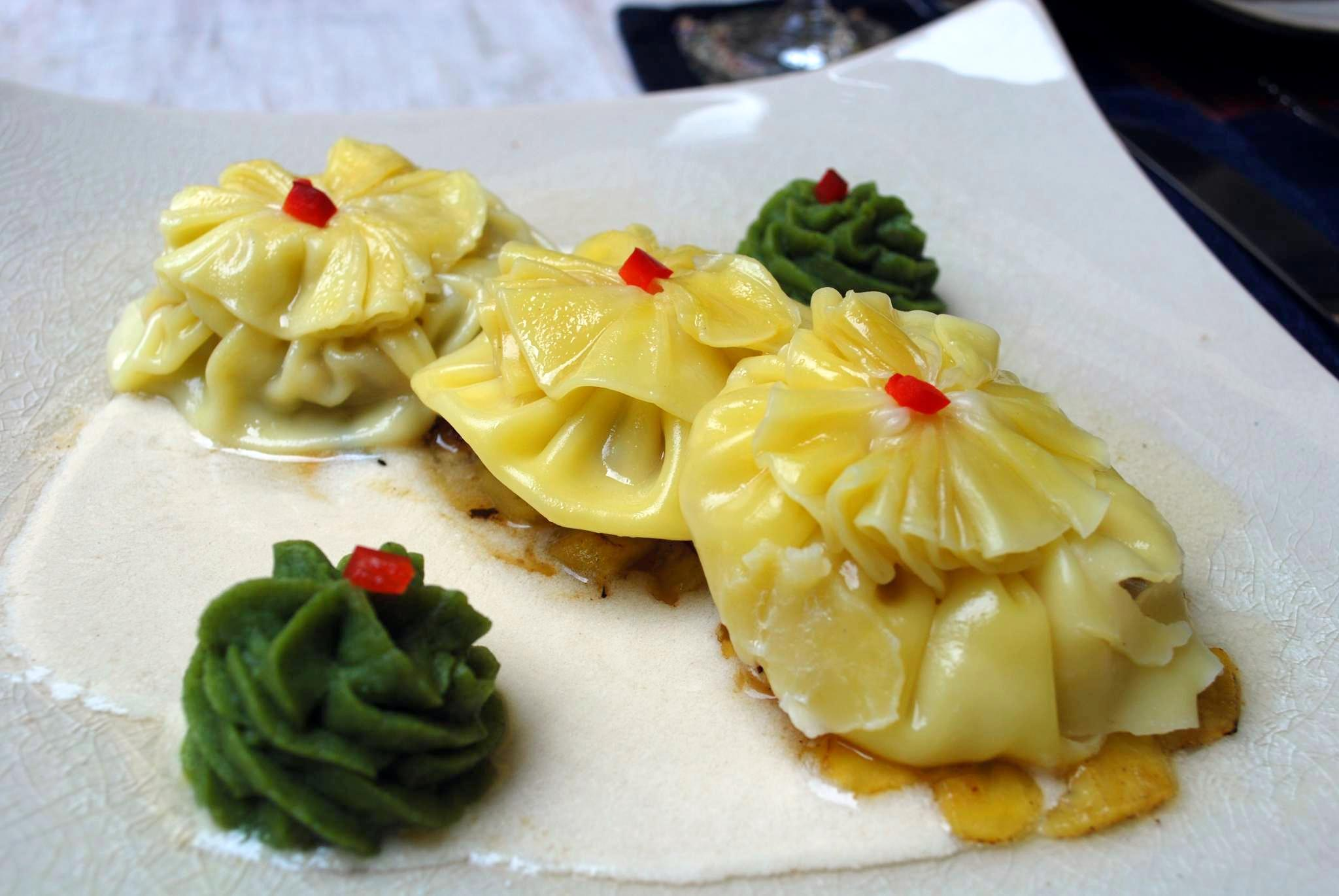
Ravioli cá hồi tại nhà hàng Green Tangerine

Green Tangerine là nhà hàng tọa lạc tại Phố Hàng Bè, Hoàn Kiếm, Hà Nội, Việt Nam. Nhà hàng này nằm bên trong một tòa nhà thời Pháp thuộc có từ năm 1928, ở trung tâm Khu Phố Cổ, chuyên phục vụ các món ăn Pháp mang "khẩu vị Việt Nam". Nó vẫn giữ nguyên vẹn bầu không khí của Đông Dương thuộc Pháp thập niên 1950, và có khu sân riêng lát đá cuội. CNN tuyên bố rằng nhà hàng này "đáp ứng mọi kỳ vọng về sự quyến rũ của người châu Á thời thuộc địa". Frommer's lưu ý rằng "sữa chua đông lạnh có vị kem Cointrea nơi đây được chế biến bằng loại vỏ quýt xanh lá cây".
Đầu bếp cũ của nhà hàng này làm việc trong suốt mười ba qua năm tên là Yvin Stephane.